# Honor (groupe)
Pour les articles homonymes, voir Honor.
Honor est un groupe de RAC et heavy metal polonais, originaire de Gliwice. Le groupe est formé en 1989, et se sépare en 2005 après la mort de Mariusz Szczerski. Il se reforme en 2014 pour la publication de l'album studio Biały front - White Deluxe.

## Biographie
Honor est formé en août 1989, après les groupes Szczerbiec et Polska, comme premier groupe polonais de rock très à droite,. En septembre la même année, le groupe donne son premier concert devant un petit public. En 1990, le groupe enregistre sa première démo, Biały Front, et donne d'autres concerts. Après quelques changements de formation, celle-ci reste stable. L'année 1995 assiste à la sortie de l'album Droga bez odwrotu, distribué par le label polonais Label Fan Records. En 1998 sort l'album Ogień Ostatniej Bitwy au même label. Cependant, Label Fan Records fait faillite peu de temps après, et Honor se confie alors à d'autres labels étrangers.
En 2000, le groupe publie le split Raiders of Revenge, effectué aux côtés du groupe NSBM polonais Graveland, publié au label Resistance Records,. Bien que désintéressé de tout contrat, le groupe participe à la compilation In Flames of the Rising Power. Le 3 août 2005, Mariusz Szczerski décède lors d'un accident de circulation. Après sa mort, le groupe décide de se séparer indéfiniment. Il se reforme en 2014, et publie un nouvel album studio intitulé Biały front - White Deluxe.

## Membres

### Derniers membres
- Robert Krakowski - basse (1989-1993, depuis 2014)[1]
- Olaf Jasiński - guitare (1989-2005, depuis 2014), chant (1989-1991, depuis 2014), basse (studio) (1993-2005)[1]

### Anciens membres
- Rafał Chyliński - batterie (1989-1991, 2014)[1]
- Seweryn - batterie (1991-?)[1]
- Mariusz Szczerski - chant (1991-2005 ; décédé en 2005)[1]
- Janusz Filipowski - batterie (1992 ; décédé en 2011)[1]
- Piotr Marcinkowski - batterie (1993-1998)[1]
- Krzysztof Sołowicz - basse (1994-1998)[1]
- Krzysztof - basse (1998-2001)[1]
- Jurek Jarecki - batterie (1998-2005)[1]
- Rafał Szurma - guitare (1998-2005) [1]

## Discographie

### Albums studio
- 1994 : Stal Zemsty
- 1995 : Droga bez Odwrotu
- 1997 : Ogień ostatniej bitwy
- 2000 : W Płomieniach Wschodzącej Siły
- 2001 : W dzień triumfu...
- 2004 : The Fire of the Last Battle
- 2004 : Urodzony białym
- 2014 : Biały front - White Deluxe

### Démos
- 1991 : Biały Front
- 1992 : Cena Idei
- 1993 : Urodzony Białym
- 1993 : W dzień triumfu nad złem

### Autres
- 2000 : To Survive for Victory 1989-1999 (best-of)
- 2000 : Raiders of Revenge (split)
- 2001 : Honor (EP)
- 2006 : Live Unplugged Live (album live)
- 2010 : Live 20.01.1991 (album live)
- 2010 : 20 lat pod sztandarem orła 1989-2009 (compilation)
- 2010 : Urodzony w dzień Triumfu (compilation)
- 2012 : Przetrwać By Zwyciężyć 1989-1999 (compilation)